# Prefontaine Classic 2017
Il Prefontaine Classic 2017 è stato la 43ª edizione dell'annuale meeting di atletica leggera denominato Prefontaine Classic e si è svolto all'Hayward Field di Eugene, dal 25 maggio 2017 fino al 27 maggio 2017. Il meeting è stato anche la terza tappa del circuito IAAF Diamond League 2017.

## Risultati
Di seguito i primi tre classificati di ogni specialità.

### Uomini
| Specialità         |                         | Prestazione | 2º classificato         | Prestazione | 3º classificato     | Prestazione |
| 100 m              | Ronnie Baker            | 9"86        | Bingtian Su             | 9"92        | Chijindu Ujah       | 9"95        |
| 400 m              | LaShawn Merritt         | 44"79       | Baboloki Thebe          | 45"04       | Vernon Norwood      | 45"05       |
| Miglio             | Ronald Kwemoi           | 3'49"04     | Elijah Motonei Manangoi | 3'49"08     | Timothy Cheruyot    | 3'49"64     |
| Miglio             | Thiago Do Rosario Andre | 3'51"99     | Chris O'Hare            | 3'53"34     | Henrik Ingebrigtsen | 3'53"79     |
| 5000 m             | Mo Farah                | 13'00"70    | Yomif Kejelcha          | 13'01"21    | Geoffrey Kamworwor  | 13'01"35    |
| 110 metri ostacoli | Omar McLeod             | 13"01       | Ronald Levy             | 13"10       | Devon Allen         | 13"11       |
| Salto con l'asta   | Sam Kendricks           | 5.86 m      | Renaud Lavillenie       | 5.81 m      | Piotr Lisek         | 5.81 m      |
| Salto triplo       | Christian Taylor        | 5.86 m      | Will Claye              | 5.81 m      | Bin Dong            | 5.81 m      |
| Getto del peso     | Ryan Crouser            | 22.43 m     | Tomas Walsh             | 21.71 m     | Joe Kovacs          | 21.44 m     |

     Prestazione che stabilisce il nuovo record del meeting.

### Donne
| Specialità             |                      | Prestazione | 2º classificato          | Prestazione | 3º classificato    | Prestazione |
| 100 m                  | Morolake Akinosun    | 10"94       | Murielle Ahouré          | 10"96       | Michelle-Lee Ahye  | 10"97       |
| 200 m                  | Tori Bowie           | 21"77       | Shaunae Miller-Uibo      | 21"91       | Elaine Thompson    | 21"98       |
| 800 m                  | Caster Semenya       | 1'57"78     | Margaret Nyairera Wambui | 1'57"88     | Francine Niyonsaba | 1'59"10     |
| 1500 m                 | Faith Kipyegon       | 3'59"67     | Hellen Obiri             | 4'00"46     | Laura Muir         | 4'00"47     |
| 5000 m                 | Genzebe Dibaba       | 14'25"22    | Lilian Kasait Rengeruk   | 14'36"80    | Sifan Hassan       | 14'41"24    |
| 100 metri ostacoli     | Jasmin Stowers       | 12"59       | Queen Harrison           | 12"64       | Dawn Harper-Nelson | 12"66       |
| 400 metri ostacoli     | Ashley Spencer       | 53"38       | Shamier Little           | 53"44       | Georganne Moline   | 54"09       |
| 3000 metri siepi       | Celliphine Chespol   | 8'58"78     | Beatrice Chepkoech       | 9'00"70     | Ruth Jebet         | 9'03"52     |
| Salto in alto          | Mariya Lasitskene    | 2.03 m      | Kamila Lićwinko          | 1.95 m      | Vasht Cunningham   | 1.95 m      |
| Salto in lungo         | Brittney Reese       | 7.01 m      | Tianna Bartoletta        | 6.83 m      | Lorraine Ugen      | 6.78 m      |
| Lancio del giavellotto | Tatsiana Khaladovich | 66.30 m     | Shiying Liu              | 65.21 m     | Sara Kolak         | 64.24 m     |

     Prestazione che stabilisce il nuovo record del meeting.